# Agrostophyllum globigerum
Agrostophyllum globigerum är en orkidéart som beskrevs av Oakes Ames och Charles Schweinfurth. Agrostophyllum globigerum ingår i släktet Agrostophyllum och familjen orkidéer. Inga underarter finns listade i Catalogue of Life.